# AEGON International 2011 - Qualificazioni singolare maschile
Le qualificazioni del singolare maschile dell'AEGON International 2011 sono state un torneo di tennis preliminare per accedere alla fase finale della manifestazione. I vincitori dell'ultimo turno sono entrati di diritto nel tabellone principale. In caso di ritiro di uno o più giocatori aventi diritto a questi sono subentrati i lucky loser, ossia i giocatori che hanno perso nell'ultimo turno ma che avevano una classifica più alta rispetto agli altri partecipanti che avevano comunque perso nel turno finale.

## Giocatori

### Teste di serie
1. Rainer Schüttler (qualificato)
2. Illja Marčenko (ultimo turno)
3. Donald Young (qualificato)
4. Júlio Silva (primo turno)

1. Andrej Kuznecov (secondo turno)
2. Marius Copil (ultimo turno)
3. Serhij Bubka (primo turno)
4. Denis Matsukevich (ultimo turno)

### Qualificati
1. Rainer Schüttler
2. Evgenij Kirillov

1. Donald Young
2. Alexander Slabinsky

## Tabellone qualificazioni

### Sezione 1
|  | Primo turno        | Primo turno        | Primo turno        | Primo turno | Primo turno |  |  | Secondo turno | Secondo turno    | Secondo turno    | Secondo turno | Secondo turno |   |   | Ultimo turno | Ultimo turno     | Ultimo turno     | Ultimo turno | Ultimo turno |  |
|  |                    |                    |                    |             |             |  |  |               |                  |                  |               |               |   |   |              |                  |                  |              |              |  |
|  | 1                  | Rainer Schüttler   | Rainer Schüttler   | 6           | 6           |  |  |               |                  |                  |               |               |   |   |              |                  |                  |              |              |  |
|  |                    | Matthew Short      | Matthew Short      | 3           | 2           |  |  | 1             | Rainer Schüttler | Rainer Schüttler | 7             | 6             |   |   |              |                  |                  |              |              |  |
|  | Luka Gregorc       | Luka Gregorc       | 6                  | 4           | 69          |  |  |               | Marcus Willis    | Marcus Willis    | 5             | 3             |   |   |              |                  |                  |              |              |  |
|  | Marcus Willis      | Marcus Willis      | 4                  | 6           | 711         |  |  |               |                  |                  |               |               |   |   | 1            | Rainer Schüttler | Rainer Schüttler | 6            | 6            |  |
|  | Jordan Cox         | Jordan Cox         | Jordan Cox         | 7           | 7           |  |  |               |                  | 6                | Marius Copil  | Marius Copil  | 4 | 3 |              |                  |                  |              |              |  |
|  | Richard Bloomfield | Richard Bloomfield | Richard Bloomfield | 5           | 5           |  |  |               | Jordan Cox       | 7                | 2             | 2             |   |   |              |                  |                  |              |              |  |
|  | WC                 | Oliver Golding     | 6                  | 7           | 4           |  |  | 6             | Marius Copil     | 65               | 6             | 6             |   |   |              |                  |                  |              |              |  |
|  | 6                  | Marius Copil       | 78                 | 5           | 6           |  |  |               |                  |                  |               |               |   |   |              |                  |                  |              |              |  |

### Sezione 2
|  | Primo turno      | Primo turno        | Primo turno      | Primo turno | Primo turno |  |  | Secondo turno | Secondo turno    | Secondo turno    | Secondo turno    | Secondo turno |   |   | Ultimo turno | Ultimo turno   | Ultimo turno | Ultimo turno | Ultimo turno |  |
|  |                  |                    |                  |             |             |  |  |               |                  |                  |                  |               |   |   |              |                |              |              |              |  |
|  | 2                | Illja Marčenko     | 7                | 5           | 6           |  |  |               |                  |                  |                  |               |   |   |              |                |              |              |              |  |
|  |                  | Michael Ryderstedt | 5                | 7           | 4           |  |  | 2             | Illja Marčenko   | 6                | 3                | 6             |   |   |              |                |              |              |              |  |
|  | Lewis Burton     | Lewis Burton       | 3                | 6           | 7           |  |  |               | Lewis Burton     | 4                | 6                | 3             |   |   |              |                |              |              |              |  |
|  | Barry King       | Barry King         | 6                | 2           | 64          |  |  |               |                  |                  |                  |               |   |   | 2            | Illja Marčenko | 4            | 6            | 2            |  |
|  | David Rice       | David Rice         | David Rice       | 3           | 3           |  |  |               |                  |                  | Evgenij Kirillov | 6             | 0 | 6 |              |                |              |              |              |  |
|  | Evgenij Kirillov | Evgenij Kirillov   | Evgenij Kirillov | 6           | 6           |  |  |               | Evgenij Kirillov | Evgenij Kirillov | 6                | 6             |   |   |              |                |              |              |              |  |
|  | WC               | George Morgan      | George Morgan    | 4           | 0           |  |  | 5             | Andrej Kuznecov  | Andrej Kuznecov  | 1                | 3             |   |   |              |                |              |              |              |  |
|  | 5                | Andrej Kuznecov    | Andrej Kuznecov  | 6           | 6           |  |  |               |                  |                  |                  |               |   |   |              |                |              |              |              |  |

### Sezione 3
|  | Primo turno       | Primo turno       | Primo turno | Primo turno | Primo turno |  |  | Secondo turno | Secondo turno     | Secondo turno     | Secondo turno | Secondo turno |   |   | Ultimo turno | Ultimo turno | Ultimo turno | Ultimo turno | Ultimo turno |  |
|  |                   |                   |             |             |             |  |  |               |                   |                   |               |               |   |   |              |              |              |              |              |  |
|  | 3                 | Donald Young      | 6           | 65          | 6           |  |  |               |                   |                   |               |               |   |   |              |              |              |              |              |  |
|  |                   | Benjamin Mitchell | 1           | 7           | 3           |  |  | 3             | Donald Young      | Donald Young      | 7             | 6             |   |   |              |              |              |              |              |  |
|  | Chris Eaton       | Chris Eaton       | 5           | 7           | 5           |  |  |               | Santiago González | Santiago González | 63            | 4             |   |   |              |              |              |              |              |  |
|  | Santiago González | Santiago González | 7           | 64          | 7           |  |  |               |                   |                   |               |               |   |   | 3            | Donald Young | Donald Young | 6            | 6            |  |
|  | Joshua Goodall    | Joshua Goodall    | 3           | 6           | 4           |  |  |               |                   |                   | Denis Kudla   | Denis Kudla   | 3 | 1 |              |              |              |              |              |  |
|  | Joshua Milton     | Joshua Milton     | 6           | 3           | 6           |  |  | Joshua Milton | Joshua Milton     | Joshua Milton     | 1             | 4             |   |   |              |              |              |              |              |  |
|  |                   | Denis Kudla       | 64          | 6           | 6           |  |  | Denis Kudla   | Denis Kudla       | Denis Kudla       | 6             | 6             |   |   |              |              |              |              |              |  |
|  | 7                 | Serhij Bubka      | 7           | 4           | 3           |  |  |               |                   |                   |               |               |   |   |              |              |              |              |              |  |

### Sezione 4
|  | Primo turno         | Primo turno         | Primo turno         | Primo turno | Primo turno |  |  | Secondo turno       | Secondo turno       | Secondo turno       | Secondo turno     | Secondo turno |   |    | Ultimo turno | Ultimo turno        | Ultimo turno | Ultimo turno | Ultimo turno |  |
|  |                     |                     |                     |             |             |  |  |                     |                     |                     |                   |               |   |    |              |                     |              |              |              |  |
|  | 4                   | Júlio Silva         | Júlio Silva         | 610         | 3           |  |  |                     |                     |                     |                   |               |   |    |              |                     |              |              |              |  |
|  |                     | Sean Thornley       | Sean Thornley       | 712         | 6           |  |  | Sean Thornley       | Sean Thornley       | Sean Thornley       | 65                | 3             |   |    |              |                     |              |              |              |  |
|  | Alexander Slabinsky | Alexander Slabinsky | Alexander Slabinsky | 7           | 6           |  |  | Alexander Slabinsky | Alexander Slabinsky | Alexander Slabinsky | 7                 | 6             |   |    |              |                     |              |              |              |  |
|  | James Feaver        | James Feaver        | James Feaver        | 63          | 1           |  |  |                     |                     |                     |                   |               |   |    |              | Alexander Slabinsky | 6            | 2            | 7            |  |
|  | WC                  | James Marsalek      | James Marsalek      | 6           | 6           |  |  |                     |                     | 8                   | Denis Matsukevich | 1             | 6 | 64 |              |                     |              |              |              |  |
|  | WC                  | Toby Martin         | Toby Martin         | 2           | 4           |  |  | WC                  | James Marsalek      | James Marsalek      | 6(1)              | 5             |   |    |              |                     |              |              |              |  |
|  |                     | Nicholas Monroe     | Nicholas Monroe     | 4           | 1           |  |  | 8                   | Denis Matsukevich   | Denis Matsukevich   | 7                 | 7             |   |    |              |                     |              |              |              |  |
|  | 8                   | Denis Matsukevich   | Denis Matsukevich   | 6           | 6           |  |  |                     |                     |                     |                   |               |   |    |              |                     |              |              |              |  |